# Leicester

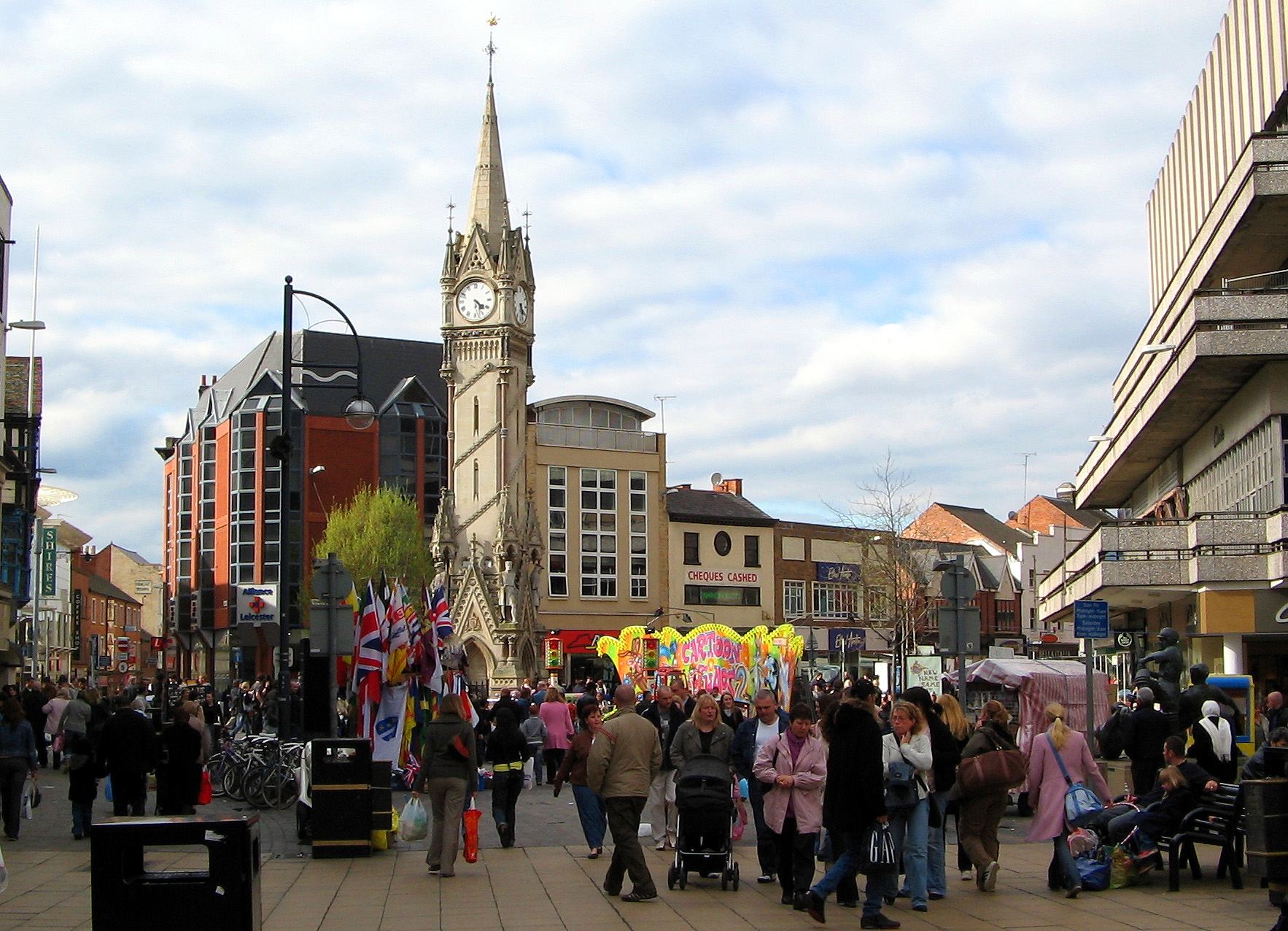
Trung tâm Leicester, nhìn về phía tháp đồng hồ

Leicester (/ˈlɛstər/) là thành phố và chính quyền đơn nhất, nằm ở miền Trung nước Anh, bên sông Soar. Đây là một trung tâm công nghiệp với các ngành: dệt, máy móc, dày da và hóa chất.

## Các công trình nổi bật
Các tàn tích của basilica và suối khoáng La Mã, tàn tích của một tu viện được xây ở đây năm 1143. Thành phố cũng có mộ của Richard III và Thomas Cardinal Wolsey. Leicester có Đại học Leicester (1918) và Đại học DeMontford (1992, trước đây là một trường cao đẳng bách khoa). Thành phố có các viện bảo tàng và các gallery nghệ thuật với nhiều bộ sưu tập. Khu định cư La Mã Ratae Coritanorum đã chiếm khoảng địa điểm của thành phố ngày nay. Trong thế kỷ 9 và 10, Leicester đã là một thị xã của Đan Mạch. Việc tăng trưởng nhanh chóng của ngành công nghiệp đã bắt đầu từ những năm 1830 khi thị xã này được nối với các mỏ than đá gần đấy bằng đường sắt.

## Thông tin thêm
Tên phố, tên đường tại Leicester khá đặc biệt, tại đây có tám con phố song song liền kề nhau được đặt là Hawthorne, Alma, Rowan, Ruby, Ivanhoe, Sylvan, Oban và Newport, khi ghép các chữ cái đầu các tên phố này lại với nhau sẽ ra tên người xây dựng thành phố, ông Harrison. Chưa hết, tám con phố nói trên đều đổ ra đường Beatrice, tên vợ của ông Harrison.